# Jan Stoiński (historyk)
Jan Stoiński (ur. 10 czerwca 1904 w Pniewach, zm. 1 kwietnia 1984 w Poznaniu) – docent doktor, polski historyk, organizator szkolnictwa.

## Życiorys
Po ukończeniu szkoły powszechnej w Pniewach podjął naukę w poznańskim Gimnazjum im. Karola Marcinkowskiego. Uzyskawszy w 1924 r. świadectwo dojrzałości, rozpoczął studia na kierunku historia na Wydziale Filozoficznym Uniwersytetu Poznańskiego, które ukończył w 1928 r. Następnie rozpoczął pracę zawodową w Poznaniu.
Początkowo pracował w Seminarium Nauczycielskim im. Juliusza Słowackiego, a następnie nauczał w Gimnazjum im. Adama Mickiewicza. W czasie okupacji niemieckiej przeprowadził się do Częstochowy, gdzie od 1940 do 1945 r. pracował jako księgowy i równocześnie uczestniczył w tajnym nauczaniu. Po wyzwoleniu Częstochowy z rąk niemieckich przez krótki okres angażował się tam w ponowne organizowanie szkolnictwa, po czym w kwietniu 1945 r. powrócił do Poznania. Tam zorganizował kursy maturalne dla dorosłych i stanął na ich czele (w 1946 r. kursy przekształciły się w Gimnazjum i Liceum dla Dorosłych, a w 1951 r. w Liceum Ogólnokształcące dla Pracujących). Kierownikiem tej jednostki był do 1956 r. Wówczas został kierownikiem Wydziału Oświaty przy Prezydium Wojewódzkiej Rady Narodowej w Poznaniu. W 1958 r. awansował na stanowisko kuratora Okręgu Szkolnego Poznańskiego, które pełnił do 1969 r. 
Równolegle od 1947 r. wykładał najpierw w Szkole Inżynierskiej w Poznaniu, a następnie jako zastępca profesora na Politechnice Poznańskiej, gdzie stworzył Katedrę Marksizmu-Leninizmu. W 1956 r. rozpoczął pracę na Uniwersytecie im. Adama Mickiewicza, najpierw jako zastępca profesora, a następnie jako starszy wykładowca. Zajmował się tam organizowaniem katedry dydaktyki historii. W 1962 r. uzyskał stopień doktora na podstawie rozprawy dotyczącej pruskiej polityki edukacyjnej na ziemiach Wielkopolski i reakcji na nią polskiej ludności. W 1969 r. uzyskał stanowisko docenta i został kierownikiem Zakładu Metodyki Nauczania Historii. 
Był przewodniczącym komitetu redakcyjnego czasopisma "Sprawy Oświaty i Kultury Województwa Poznańskiego" oraz serii wydawniczej "Z doświadczeń nauczycieli wielkopolskich".

## Odznaczenia
- Krzyż Kawalerski Orderu Odrodzenia Polski
- Order Sztandaru Pracy II Klasy
- Złoty Krzyż Zasługi
- Medal Komisji Edukacji Narodowej
- Zasłużony Nauczyciel PRL
- Nagroda Ministra Nauki, Szkolnictwa Wyższego i Techniki za zasługi dla organizacji procesu dydaktyczno-wychowawczego

## Publikacje
- Przygotowanie absolwentów szkół średnich do studiów wyższych (1964)
- O przygotowaniu absolwentów Uniwersytetu im. Adama Mickiewicza (1965)
- Rada postępu pedagogicznego (1967)
- Szkolnictwo średnie w Wielkim Księstwie Poznańskim w I połowie XIX wieku 1815-1850) ze szczególnym uwzględnieniem Gimnazjum św. Marii Magdaleny, Poznań 1972.